# Kumul (Xinjiang)
Kumul eller Hami (kinesisk: 哈密; pinyin: Hāmì; uighurisk: قۇمۇل; uighur-latin: Qumul) er et præfektur i Xinjiang i Folkerepublikken Kina. Det har et areal på 	85,035 km2, og en befolkning på 364.796 mennesker, med en tæthed på 4.3 indb/km2. 

## Administrative enheder
Præfekturet Hami har jurisdiktion over et byamt (市 shì), et amt (县 xiàn) og et autonomt amt (自治县 zìzhìxiàn).
| Kort            | Kort                 | Kort                | Kort                     | Kort                           | Kort                          | Kort                   | Kort        | Kort      |
| --------------- | -------------------- | ------------------- | ------------------------ | ------------------------------ | ----------------------------- | ---------------------- | ----------- | --------- |
| Kort over Kumul |                      |                     |                          |                                |                               |                        |             |           |
| #               | Navn                 | Hanzi               | Pinyin                   | Uighur (kona yezik̡)            | Uighur-latin (yengi yezik̡)    | Befolkning (2003 est.) | Areal (km²) | Indb./km² |
| Byamter         |                      |                     |                          |                                |                               |                        |             |           |
| 1               | Kumul                | 哈密市              | Hāmì Shì                 | قۇمۇل شەھىرى                   | Qumul Shehiri                 | 400.000                | 81.794      | 5         |
| Amter           |                      |                     |                          |                                |                               |                        |             |           |
| 2               | Yiwu                 | 伊吾县              | Yīwú Xiàn                | ئارا تۈرۈك ناھىيىسى            | Ara Türük Nahiyisi            | 20.000                 | 19.821      | 1         |
| Autonomt amt    |                      |                     |                          |                                |                               |                        |             |           |
| 3               | Barkol (For kasakher | 巴里坤哈萨克 自治县 | Bālǐkūn Hāsàkè Zìzhìxiàn | ئاپتونوم ناھىيىسى باركۆل قازاق | Barköl Qazaq Aptonom Nahiyisi | 100.000                | 37.304      | 3         |

## Etnisk sammensætning
| Folkegruppe | Antal   | Andel  |
| ----------- | ------- | ------ |
| Han         | 339.296 | 68,95% |
| Uighurer    | 90.624  | 18,42% |
| Kasakher    | 43.104  | 8,76%  |
| Hui         | 14.636  | 2,97%  |
| Mongoler    | 1.970   | 0,4%   |
| Manchuer    | 1.293   | 0,26%  |
| Tibetanere  | 191     | 0,04%  |
| Tu          | 142     | 0,03%  |
| Dongxiang   | 121     | 0,03%  |
| Zhuang      | 119     | 0,02%  |
| Tujia       | 110     | 0,02%  |
| Xibe        | 101     | 0,02%  |
| Russere     | 77      | 0,02%  |
| Yugur       | 73      | 0,01%  |
| Andre       | 239     | 0,05%  |

## Trafik
Kinas rigsvej 312 løber gennem området. Den fører fra Shanghai og ender ved grænsen til Kasakhstan, og passerer på vejen blandt andet Suzhou, Nanjing, Hefei, Xinyang, Xi'an, Lanzhou, Jiayuguan og Urumqi.
42°50′19″N 93°30′15″Ø / 42.83861°N 93.50417°Ø